# Pat Garrett & Billy the Kid (album)
Pat Garrett & Billy the Kid je soundtrack k filmu Pat Garrett and Billy the Kid. Album vyšlo 16. července 1973 u Columbia Records. Největší hit z tohoto alba je skladba „Knockin' on Heaven's Door“.

## Seznam skladeb
Všechny skladby napsal Bob Dylan.
| Strana 1 | Strana 1                            | Strana 1 |
| Pořadí   | Název                               | Délka    |
| -------- | ----------------------------------- | -------- |
| 1.       | Main Title Theme (Billy)            | 6:07     |
| 2.       | Cantina Theme (Workin' for the Law) | 2:57     |
| 3.       | Billy 1                             | 3:57     |
| 4.       | Bunkhouse Theme                     | 2:17     |
| 5.       | River Theme                         | 1:30     |

| Pořadí         | Název                     | Délka |
| -------------- | ------------------------- | ----- |
| 1.             | Turkey Chase              | 3:34  |
| 2.             | Knockin' on Heaven's Door | 2:32  |
| 3.             | Final Theme               | 5:23  |
| 4.             | Billy 4                   | 5:04  |
| 5.             | Billy 7                   | 2:10  |
| Celková délka: | Celková délka:            | 35:23 |

## Sestava
- Bob Dylan - rytmická kytara
- Booker T. Jones - basová kytara
- Bruce Langhorne - akustická kytara
- Roger McGuinn - kytara
- Russ Kunkel - tamburína, bonga
- Carol Hunter - dvanáctistrunná kytara, zpěv
- Donna Weiss - zpěv
- Priscilla Jones - zpěv
- Byron Berline - zpěv, housle
- Jolly Roger - banjo
- Terry Paul - zpěv
- Jim Keltner - bicí
- Brenda Patterson - zpěv
- Carl Fortina - harmonium
- Terry Paul - baskytara
- Gary Foster - zobcová flétna, flétna
- Fred Katz - violoncello
- Ted Michel - violoncello